# 拉莫利奧爾環礁
拉莫利奧爾環礁是西太平洋島國密克羅尼西亞聯邦的環礁，屬於加羅林群島的一部分，位於拉莫特雷克環礁西南12公里，由2個島嶼組成，長3公里、寬1.5公里，土地面積0.17平方公里，島上無人居住。